# Bildungszentrum Freiburg
Das katholische Bildungszentrum Freiburg (umgangssprachlich: BZ Freiburg) mit Sitz in Freiburg im Breisgau ist eine gemeinnützige, staatlich anerkannte Einrichtung zur Erwachsenenbildung im Bildungswerk der Erzdiözese Freiburg.

## Organisation

### Struktur
Das Bildungszentrum ist eine unselbstständige Einrichtung der Erzdiözese Freiburg. Es umfasst das Bildungswerk der Erzdiözese die drei Fachbereiche Digitale Bildung, Kirchliches Büchereiwesen und Zweiter Bildungsweg sowie, neben dem Bildungszentrum Freiburg, elf weitere Bildungszentren in Heidelberg, Karlsruhe, Konstanz, Mosbach, Offenburg, Pforzheim, Sigmaringen, Singen, Tauberbischofsheim, Villingen, Waldshut und das Ökumenische Bildungszentrum sanctclara Mannheim. Vor Ort erfolgt die Bildungsarbeit in den Räumlichkeiten des Bildungszentrums im Kern der Freiburger Altstadt sowie durch Beratung, Förderung und Unterstützung von Ehrenamtlichen in örtlichen Bildungswerken katholischer Pfarrgemeinden der Region.   

### Finanzierung
Der Haushalt des Bildungszentrums Freiburg speist sich aus den Betriebsmittelzuweisungen des Bildungswerks der Erzdiözese, Teilnehmerentgelten, Landesmitteln nach Unterrichtseinheiten (UE), städtischen Mitteln sowie aus Zuschüssen von Projekten, die in Auftrag und in Kooperation mit staatlichen Behörden, Stiftungen oder Bildungsverbänden durchgeführt werden.

## Geschichte
Zu den Vorläufern des Bildungszentrums Freiburg gehört die Bildungsarbeit im Katholischen Männerwerk, der Kolpingsfamilie, zahlreichen Frauenvereinigungen oder des Werkvolks auf pfarreilicher und diözesaner Ebene.  Im Jahr 1961 wurde das „Katholische Bildungswerk der Erzdiözese Freiburg“ (kurz: Bildungswerk) gegründet. Aufgabe des Bildungswerks und seines Sonderbeauftragten Johannes Weng war es, staatliche Zuschüsse nach einem bestimmten Schlüssel an die verschiedenen Gruppen und Verbände  zu verteilen.
Aufgrund seiner Geschichte gehörten insbesondere Theologie, Philosophie und Religion, Naturwissenschaften, Gesellschaftslehre und Politik, Literatur und Kunst sowie Persönlichkeits- und Gesundheitsbildung zum Veranstaltungsangebot der Einrichtung. Angebote zu Partnerschaft, Ehe, Familie, Erziehung, Beziehung und kreativem Gestalten wurden ab 2010 schwerpunktmäßig von den Partnern der Arbeitsgemeinschaft Ökumenische Erwachsenenbildung Freiburg aufgegriffen und umgesetzt. Das Kursangebot des Bildungszentrums Freiburg bestand fortan aus Lehrveranstaltungen verschiedener Dauer und war allen Erwachsenen zugänglich.
Als Ausdruck überkonfessioneller Kooperationsbereitschaft und zur Stärkung der jeweiligen Öffentlichkeitsarbeit gründete sich 2010 die Arbeitsgemeinschaft Ökumenische Erwachsenenbildung Freiburg (kurz: ÖEB Freiburg), ein Zusammenschluss von vier verschiedenen konfessionellen Bildungseinrichtungen auf dem Stadtgebiet Freiburgs mit einem gemeinsamen Leitbild. Die näheren Ziele und Formen der Kooperation wurden in einer Kooperationsvereinbarung geregelt. Die Institutionen blieben eigenständig in der Programmplanung und führten Veranstaltungen in eigener rechtlicher und finanzieller Verantwortung durch. Sichtbarer Ausdruck der Kooperation über gemeinsame Veranstaltungen und Projekte hinaus waren die Produktion gemeinsamer Werbemittel (z. B. Programmheft, Website) sowie der Einsatz eines gemeinsamen Logos. In Kooperation mit dem Bundesamt für Migration und Flüchtlinge startete die Abteilung Sprach- & Computerkurse zu Beginn der Jahrtausendwende für Menschen mit Migrationshintergrund. Heute (Stand: 2022) werden über 90 % der geförderten Unterrichtseinheiten  im Kursbetrieb des Bildungszentrums Freiburg mit Veranstaltungen der Kurse Deutsch als Fremdsprache generiert.

## Tätigkeitsschwerpunkt Bildungsgerechtigkeit und Engagementförderung
Das aktuelle Bildungsangebot umfasst einerseits Multiplikatorenstärkung, -Beratung und Persönlichkeitsentwicklung im Raum der Ehrenamtsförderung kirchlicher Erwachsenenbildung und andererseits eine Angebotskonzentration auf den Bereich der Kurse Deutsch als Fremdsprache für Migrantinnen und Migranten sowie Angebote für funktionale Analphabeten des Kultusministeriums Baden-Württemberg oder der Bereich ADS Elterntraining des STÄRKE Programms des Landes im Bildungszentrum Freiburg durchgeführt.

### Schwerpunkt Engagementförderung
In rund 54 örtlichen Bildungswerkteams engagieren sich aktuell über 200 Ehrenamtliche auf dem Stadtgebiet Freiburg und in den Landkreisen Emmendingen und Breisgau-Hochschwarzwald, die 2019 über 2800 Veranstaltungen, Kurse, Seminare und Workshops organisierten.

## Struktur und Interessenvertretung der Ehrenamtlichen in den örtlichen Bildungswerken
Strukturell gehören die örtlichen Bildungswerke nicht dem Qualitätsverbund des Bildungswerks der Erzdiözese mit seinen drei Fachbereichen und dreizehn Bildungszentren an, sondern sind Einrichtungen der Kirchengemeinden und des jeweiligen Pfarrgemeinderats. Die meisten örtlichen Bildungswerke sind katholisch, viele mittlerweile auch ökumenisch strukturiert und agieren bisweilen eigenständig als eingetragene Vereine (e.V.) und damit formal rechtlich losgelöst von kirchlichen Strukturen. Das Bildungszentrum Freiburg unterstützt alle örtlichen Bildungswerke fachlich und organisatorisch.

## Partner & Kooperationen des Bildungszentrum Freiburg
Das Bildungszentrum Freiburg ist Gründungsmitglied der Arbeitsgemeinschaft Ökumenische Erwachsenenbildung Freiburg (kurz: ÖEB FR) und Träger des Netzwerk Allgemeinbildung Freiburg. Kooperationspartner sind neben dem Bundesamt für Migration und Flüchtlinge, den Trägern der ÖEB FR (Evangelische Erwachsenenbildung Freiburg, E+F Beziehung Leben und Heinrich-Hansjakob-Haus) auch die Volkshochschule Freiburg (kurz: VHS Freiburg) sowie die Theologische Fakultät der Universität Freiburg und weitere Einrichtungen in kommunaler oder kirchlicher Trägerschaft wie etwa die Abteilung Ehe, Familie, Diversität im Erzbischöflichen Seelsorgeamt Freiburg.

## Qualitätsentwicklung im Bildungszentrum Freiburg
Das Bildungszentrum Freiburg ist Teil des Bildungswerks der Erzdiözese Freiburg und nimmt in dieser Weise an der Qualitätsentwicklung teil, wie sie für das gesamte Bildungswerk der Erzdiözese Freiburg vorgesehen ist. 2018/2019 stand für den Qualitätsverbund „Bildungswerk der Erzdiözese Freiburg“ die zweite Rezertifizierung nach QVB, Stufe A durch die proCum Cert GmbH an. Seit dem Jahr 2020 ist der Qualitätsverbund Bildungswerks der Erzdiözese Freiburg durch die proCum Cert GmbH nach QVB, Stufe B, zertifiziert.  